# Idempotencia
En matemática y lógica, la idempotencia es la propiedad para realizar una acción determinada varias veces y aun así conseguir el mismo resultado que se obtendría si se realizase una sola vez. Un elemento que cumple esta propiedad es un elemento idempotente, o un idempotente. De esta manera, si un elemento al multiplicarse por sí mismo sucesivas veces da él mismo, este elemento es idempotente.  Por ejemplo, los dos únicos números reales que son idempotentes, para la operación producto (·), son 0 y 1. (0·0=0, 1·1=1). 

## Definición
Formalmente, si {\displaystyle S} es un magma, es decir, un conjunto con una operación binaria {\displaystyle *}, entonces un elemento {\displaystyle s\in S} se dice idempotente si {\displaystyle s*s=s}. Si todo {\displaystyle s} fuese idempotente bajo {\displaystyle *}, entonces la operación en sí se denominaría operación idempotente. En particular, cualquier elemento identidad es un idempotente bajo *. 
En álgebra conjuntista, las operaciones de unión e intersección de conjuntos son idempotentes.  En efecto, la unión o intersección de un conjunto consigo mismo, entregan como resultado el conjunto mismo.
Análogamente, en álgebra booleana, los operadores Y (and, {\displaystyle \land }) y O (or, {\displaystyle \lor }) son idempotentes. En efecto, si V=Verdadero, F=Falso: {\displaystyle {\mbox{V}}\land {\mbox{V}}={\mbox{V}},\;\;{\mbox{V}}\lor {\mbox{V}}={\mbox{V}}}. Análogamente para F.
En álgebra lineal, la proyección es idempotente.  Es decir, cualquier matriz que proyecta todos los vectores sobre un subespacio V (no necesariamente ortogonalmente) es idempotente, si V mismo está fijo punto por punto.

## Idempotencia en funciones
Una función {\displaystyle f:M\to M} de un conjunto {\displaystyle M} a sí mismo se llama idempotente si se cumple que para la composición de funciones:

{\displaystyle f\circ f=f}, es decir, {\displaystyle \forall x\in M,\;f(f(x))=f(x)}.

Esto es equivalente a decir que:

{\displaystyle f(x)=x\,\quad \forall x\in f(M)}

Ejemplos triviales de funciones idempotentes en S son la función identidad y las funciones constantes.  Ejemplos menos triviales son el valor absoluto y la función que asigna a cada subconjunto U de un cierto espacio topológico X la clausura de U.  La última es una función idempotente en el conjunto de partes de X.  Es un ejemplo de operador de clausura; pero no todos los operadores de clausura son funciones idempotentes.
Toda función constante es idempotente. Una función {\displaystyle f:M\to M} general es idempotente si satisface dos condiciones:
1. Tiene puntos fijos, es decir, el conjunto de puntos fijos no es vacío: {\displaystyle \mathrm {fix} (f):=\{x\in M|\ f(x)=x\}\neq \varnothing }
2. El conjunto imagen de la función está incluido en el conjunto de puntos fijos : {\displaystyle \mathrm {im} (f)\subset \mathrm {fix} (f)}.

## Idempotencia en anillos
Un anillo en el cual la multiplicación es idempotente ({\displaystyle x\times x=x}) se llama anillo de Boole.  Puede ser demostrado que en cada tal anillo, la multiplicación es conmutativa, y cada elemento es su propio inverso aditivo.